# Трентинара
Трентина̀ра (на италиански: Trentinara) е село и община в Южна Италия, провинция Салерно, регион Кампания. Разположено е на 606 m надморска височина. Населението на общината е 1724 души (към 2010 г.).